# Jaktstuguskogens naturreservat
Jaktstuguskogens naturreservat ligger i Flens kommun, Södermanlands län. Reservatet bildades 1919 på initiativ av  Eric von Rosen, dåvarande ägaren till Rockelsta gods, och är ett av landets äldsta naturreservat.

## Beskrivning

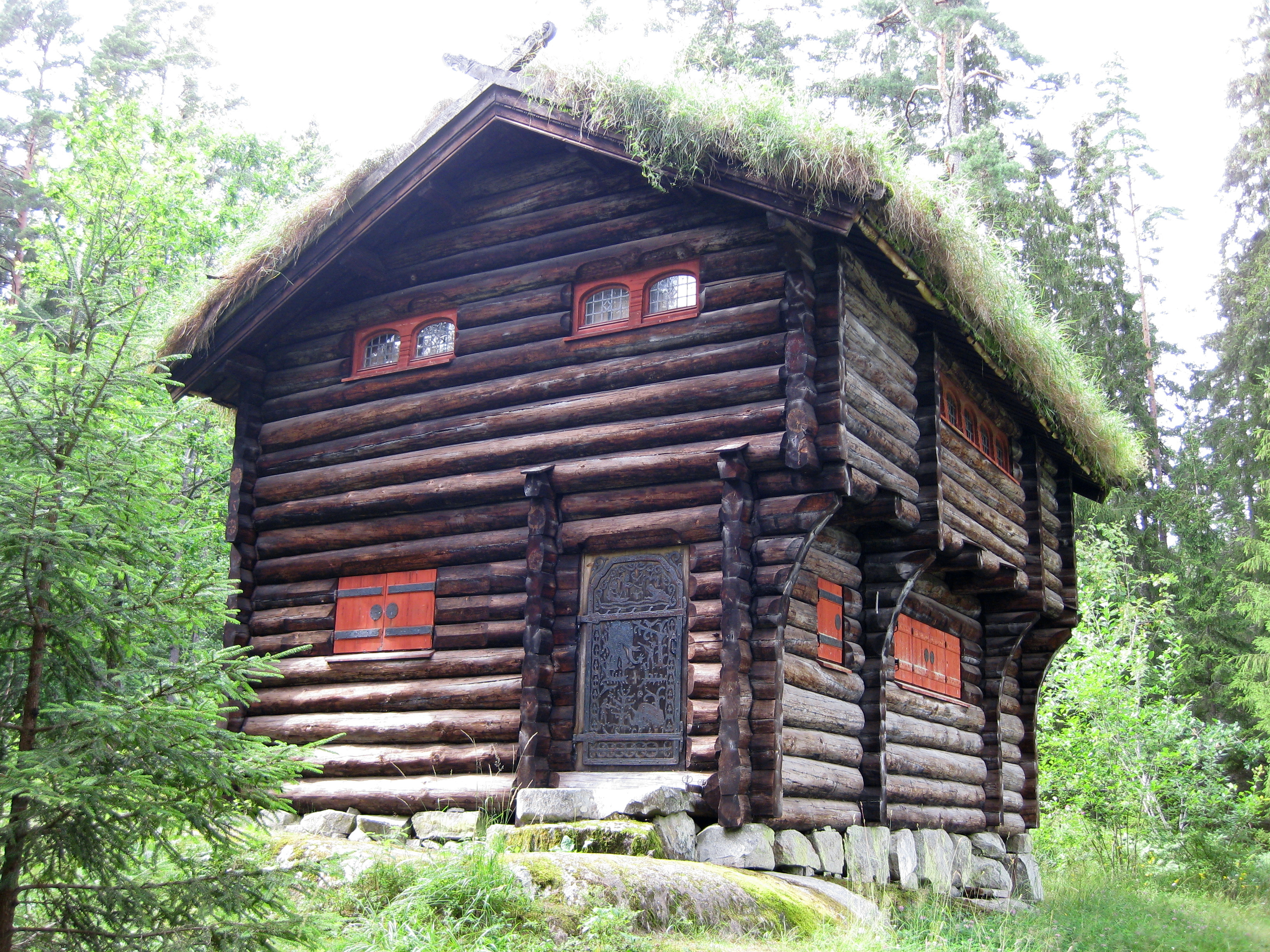
Eric von Rosens jaktstuga

Reservatet, som utvidgades 2001, omfattar idag en areal om 50 hektar. Området ligger på västra sidan av sjön Båven, ungefär mittemellan Sparreholm och Rockelsta. Naturen karakteriseras av gammal barrblandskog, rik på torrträd, vindfällen och så kallade lågor av multnande stammar. I området finns en liten anlagd tjärn, Jaktstusjön, som gav reservatet sitt namn. Naturreservatet ingår i det Europeiska nätverket (Natura 2000) av värdefulla naturområden.

## Jaktstugan
I en glänta vid Jaktstusjön står Eric von Rosens jaktstuga. Den lilla jaktstugan ritades av Ivar Tengbom i fornnordisk stil och byggdes 1909-1910 av timmermän från Dalarna. Stugan skulle likna ett vikingahus, eller så som man vid den tiden föreställde sig ett vikingahus. Storstugan och köket ligger på bottenvåningen medan tre små sovrum ryms på övervåningen. Stugans dörrar och interiörer pryds av jaktscener, drakslingor och en och annan svastika. På taknocken märks Fenrisulvens huvud. Svastikan var von Rosens bomärke och användes av honom långt för nazitiden. Inuti stugan finns ett högsäte med Tor och Oden utskurna av konstnären Gunnar Hallström ur varsitt massivt stycke timmer och sedan målade av honom. Till stugan hör även ett utedass, även det formgivet i fornnordisk stil. Själva stugan är privatägd och inte öppen för allmänheten. Sedan 1991 är von Rosens jaktstuga ett lagskyddat byggnadsminne.

## Bilder

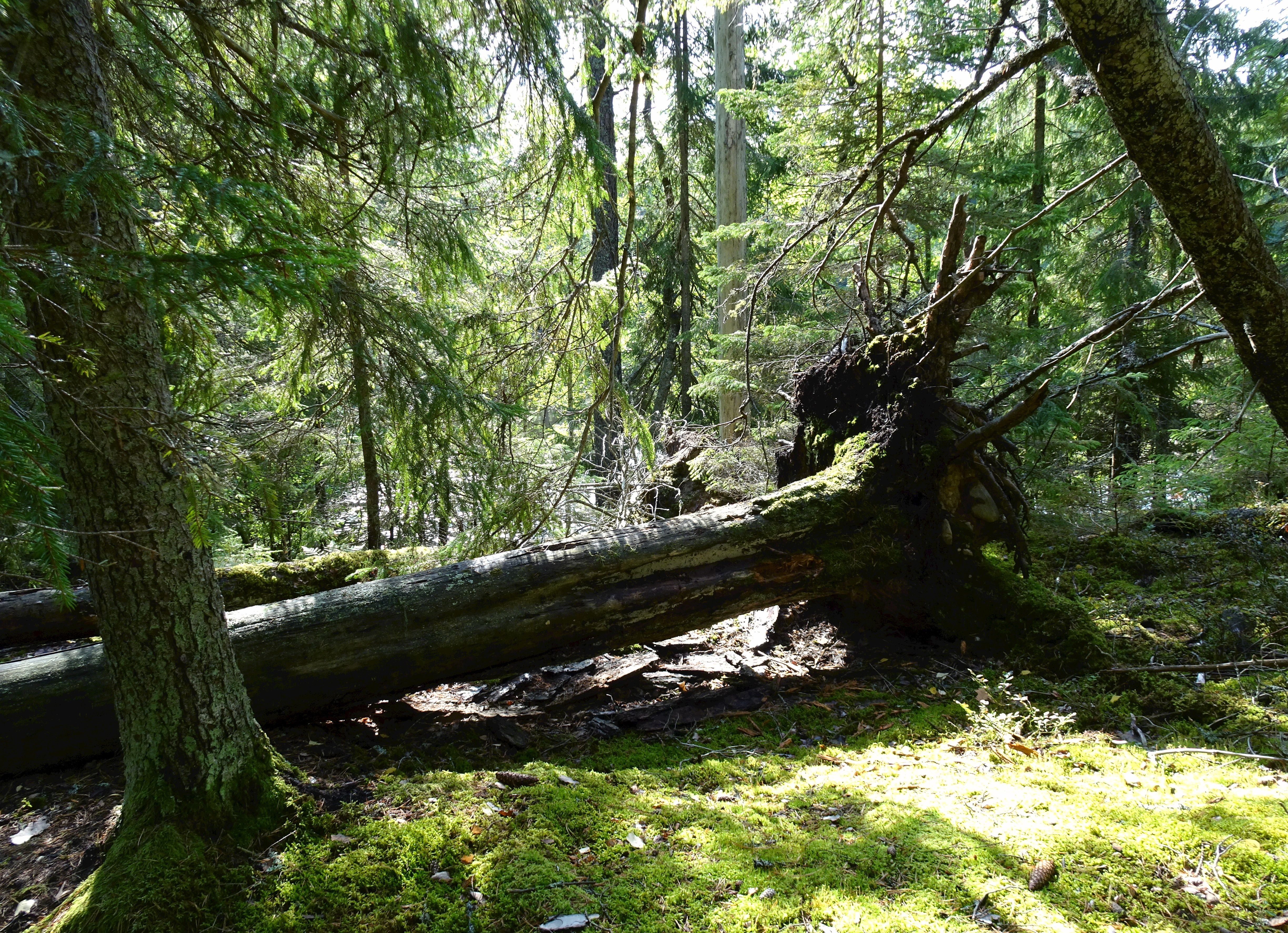
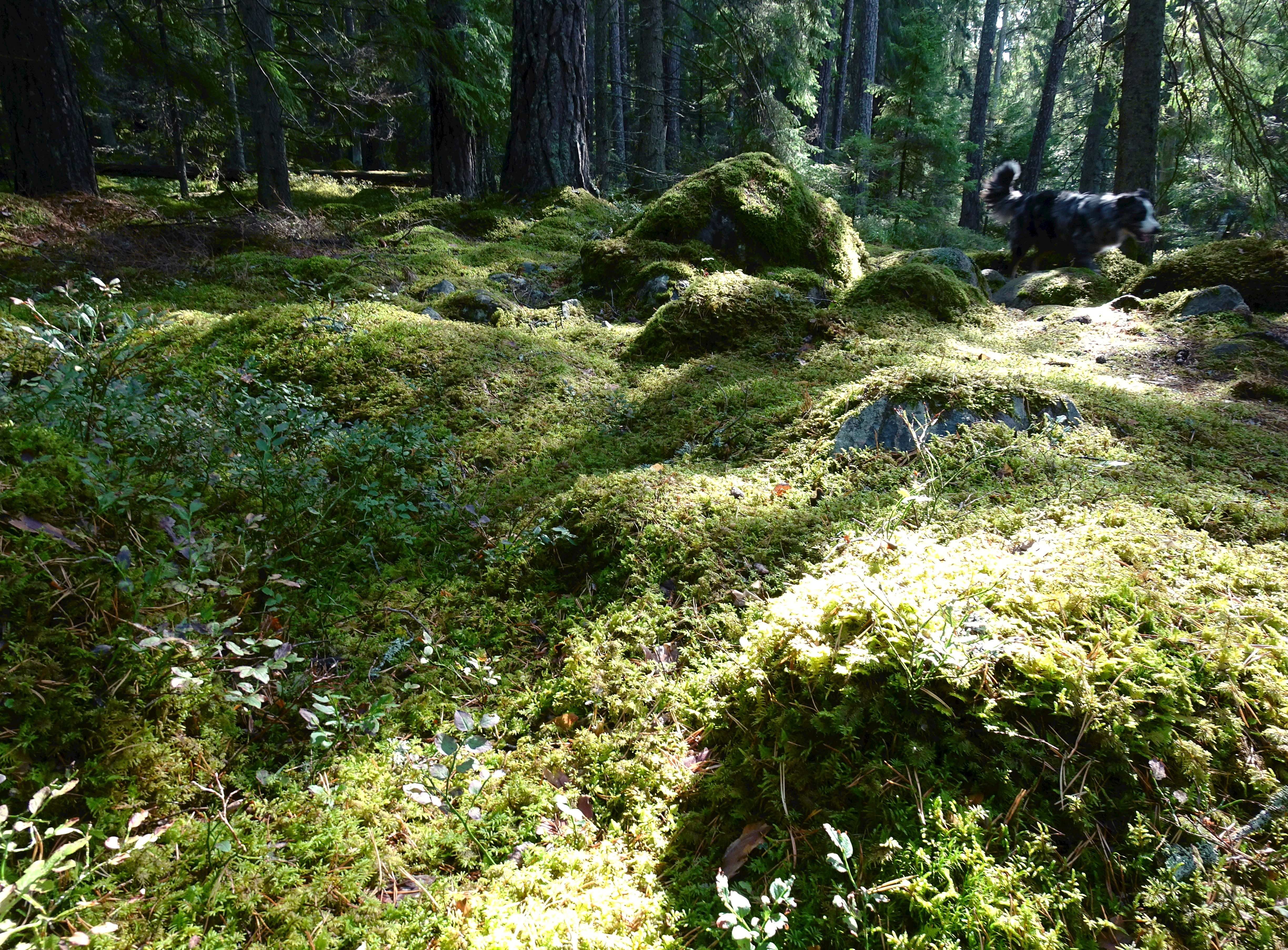
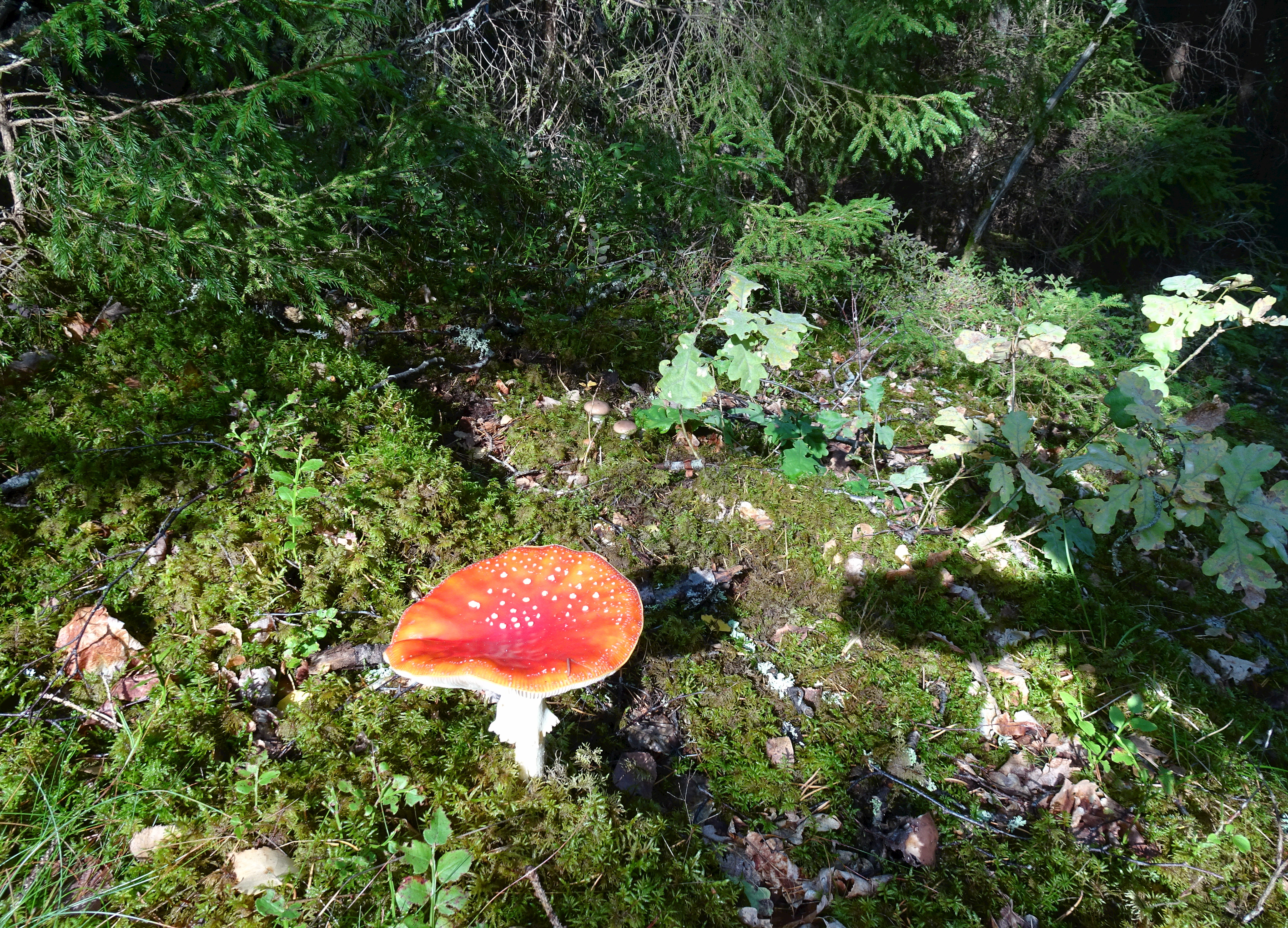
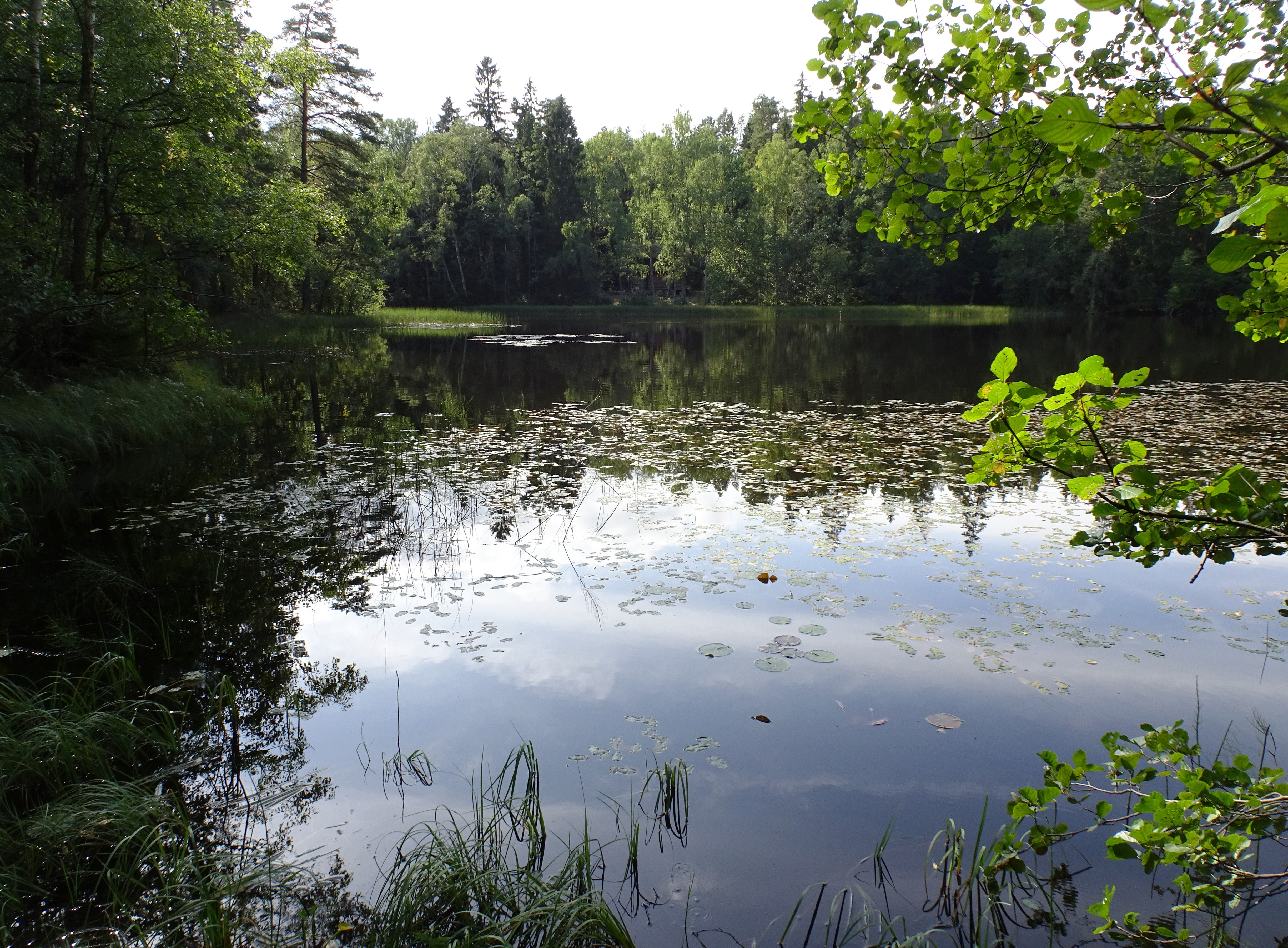